# SV GutsMuths Jena
Der SV GutsMuths Jena e.V. ist ein deutscher Sportverein (SV), welcher die Bereiche Badminton und Bogenschießen führt. Der Verein wurde am 25. Februar 1997 gegründet und hat aktuell über 300 Mitglieder, womit er Thüringens mitgliedsstärkster Badmintonverein ist. Im SV GutsMuths machen ein Drittel der Mitglieder Kinder und Jugendliche aus.

## Badminton

### Förderung von Kindern und Jugendlichen
Bei der Förderung im Grundschul- und Jugendbetrieb ist der Verein mit sieben Schul-AGs und mehr als 15 Trainern sehr aktiv. Nahezu alle Mannschaftsspieler der ersten Mannschaft des Vereins wurden bisher eigenständig ausgebildet. Für vorbildliche Talentförderung und Jugendarbeit wurde der SV GutsMuths schon viermal mit dem Grünen Band ausgezeichnet, 2000, 2013 und 2019 für Badminton sowie 2015 für Bogenschießen.
Durch den Landessportbund Thüringen (LSB) wurde der SV GutsMuths 2018 als erster Verein der Stadt Jena mit dem Präventionssiegel: „Verein aktiv im Kinderschutz“ ausgezeichnet.

### Spielbetrieb
Im Spielbetrieb sind aktuell fünf Badminton-Mannschaften. Die erste Mannschaft spielt seit der Saison 2022/23 in der 2. Bundesliga. In der Saison 2019/20 gelang ihr der Aufstieg in die 1. Badminton-Bundesliga, in der sie zwei Saisons, 2020/21 und 2021/22 spielte.

## Bogenschießen

### Spielbetrieb
Im Spielbetrieb sind aktuell drei Bogen-Mannschaften. Die erste Mannschaft bestritt 2024 Wettkämpfe in der 1. Bundesliga, stieg jedoch in die 2. Bundesliga ab. Die Sportlerinnen Michelle Kroppen und Charline Schwarz vom Verein erreichten zusammen mit Lisa Unruh bei den Olympischen Sommerspielen 2020  in Tokio die Bronzemedaille im Mannschaftswettbewerb der Frauen.

## Kooperationen

### Thüringer Badminton-Verband e.V.
Der Verein ist langjähriges Mitglied im Thüringer Badminton-Verband.

### Sportgymnasium Jena | Eliteschule des Sports
Der Verein steht durch die Ausbildung mehrerer Schüler und der Nutzung von Hallen eng in Zusammenarbeit mit dem Sportgymnasium Jena.

### Special Olympics
In Kooperation mit „Special Olympics“ wird zusätzlich Badminton-Training für Menschen mit geistiger Beeinträchtigung angeboten.
Im Jahr 2023 erreichte der SV GutsMuths für die Arbeit und Inklusion von Menschen einer solchen Beeinträchtigung bei den Sternen des Sports einen der vierzehn vierten Plätze.